# 竜勝各族自治県
竜勝各族自治県（りゅうしょう-かくぞく-じちけん）は中華人民共和国広西チワン族自治区桂林市に位置する自治県。「各族」はトン族、ヤオ族、ミャオ族、チワン族等を指す。

## 行政区画
6つの鎮、4の郷を管轄する。
| 区分 | 数 | 名称                                      |
| ---- | -- | ----------------------------------------- |
| 鎮   | 6  | 竜勝鎮 竜脊鎮 瓢里鎮 三門鎮 平等鎮 楽江鎮 |
| 郷   | 4  | 泗水郷 江底郷 馬堤郷 偉江郷               |

## 交通

### 道路
- 高速道路
  -  包茂高速道路
  -  廈蓉高速道路
- 国道
  - G321国道